# 施瓦察河
50°41′0″N 11°19′21″E / 50.68333°N 11.32250°E

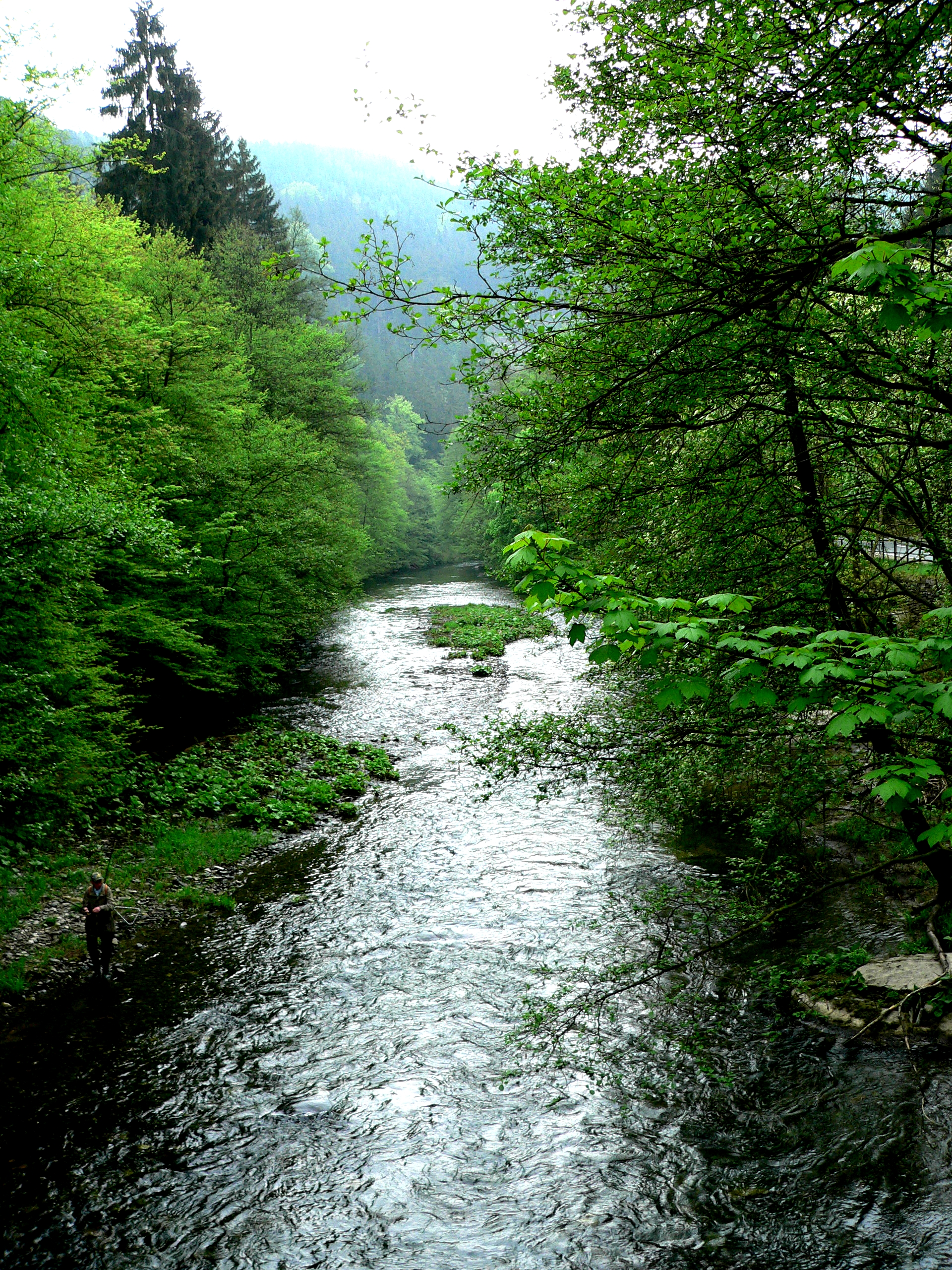

施瓦察河（德語：Schwarza，發音：[ˈʃvaʁtsa]）是德國圖林根州的河流，屬於薩勒河的左支流，河道全長53公里，發源自倫韋格地區諾伊豪斯附近，流經施瓦茨堡和巴特布蘭肯堡，河口處在鲁多尔施塔特。